# Гаел Н'лундулу
Гаел Н'лундулу (на френски език - Gaël N’Lundulu) е френски футболист от конгоански произход, полузащитник.

## Кариера
Гаел Н'лундулу е роден в Вилиер-Ле-Бел, комуна на Париж. Той започва своята футболна кариера в родния си град с Пари Сен Жермен. Освен като плеймейкър, Нлундулу може да действа и като нападател. На 16-годишна възраст е готов да подпише първи професионален договор с ПСЖ. Парижани обаче не му предлагат. Това вбесява Нлундулу, който е считан за голям талант. Така полузащитникът се решава да премине в школата на Портсмут, а впоследствие е привлечен и в първия отбор. В английския клуб остава до лятото на 2010 г. Така и не записва мач за първия отбор. Поради огромните финансови затруднения на английски клуб, Н'лундулу разтрогва договора си. Следва пробен перид в Нант, като Гаел взима участие в няколко приятелски срещи, но не успява да си издейства договор. В крайна сметка той се присъединява към Лозана през февруари 2011 г., а след края на сезон 2011/12 той е освободен от клуба. През юли 2012 г. е привлечен в Черноморец (Бургас). Дебютира в А ПФГ на 11 август 2012 г. срещу Левски (София).

## Статистика по сезони
| Сезон    | Отбор           | Първенство           | Мачове | Голове |
| -------- | --------------- | -------------------- | ------ | ------ |
| 2009/10  | Портсмут        | Английска висша лига | 0      | 0      |
| 2011/пр. | Лозана          | Чалъндж лига         | 8      | 0      |
| 2011/ес. | Лозана          | Суперлига            | 4      | 0      |
| 2012/13  | Черноморец (Бс) | А група              | 21     | 2      |
| 2013/14  | Черноморец (Бс) | А група              | 3      | 0      |
| 2013/14  | Локомотив (Сф)  | А група              | 22     | 2      |